# فولوديمير موروزوف
فولوديمير موروزوف (Volodymyr Morozov) هو لاعب أولمبي لرياضة كانو-كاياك من الاتحاد السوفييتي. شارك في الأولمبياد الصيفي في 1964–1972، وفاز بما مجموعه 3 ميداليات.

## الميداليات
| ذهب | فضة | برونز | المجموع |
| 3   | 0   | 0     | 3       |